# 西佛羅里達
西佛羅里達（西班牙語：Florida Occidental）是墨西哥灣北岸的地區，在其歷史中經歷若干邊界和主權變動。一如其名稱所示，此地位於舊西屬佛羅里達的西部（東佛羅里達位於東部，以阿巴拉契科拉河為界），另有由法屬路易斯安那獲得的土地，彭薩科拉成為西佛羅里達的首府。該殖民地包括現時佛羅里達狹地的三分之二，另有現時美國路易斯安那州、密西西比州和阿拉巴馬州一部分。
大不列顛1763年在英法北美戰爭後在法國和西班牙獲得的土地建立東西佛羅里達。由於新獲得的土地太大，難以以一個行政中心管理，英國按阿巴拉契科拉河分割為兩個新的殖民地。英屬西佛羅里達包括部分舊西屬佛羅里達在阿巴拉契科拉河以西的土地，也包括舊法屬路易斯安那的土地，政府位於彭薩科拉。西佛羅里達因此包括密西西比河和阿巴拉契科拉河之間所有土地，而北方邊界在之後不停變換。
東西佛羅里達在美國革命期間維持對英國的忠誠，也成為十三殖民地忠誠派的避難所。西班牙1781年入侵西佛羅里達並奪取彭薩科拉，戰爭後英國將兩個佛羅里達都割讓予西班牙。然而缺乏確定邊界導致西屬西佛羅里達與美國出現一系列的邊界爭議西佛羅里達爭議。
由於西班牙政府的不同意，美國和英國定居者1810年在密西西比河和佩迪度河之間宣佈成立獨立西佛羅里達共和國。（該短命的共和國沒有任何土地位於現時美國佛羅里達州境內，它只包括今日路易斯安那州的佛羅里達堂區）幾個月後被美國併吞，1803年路易斯安那購地中宣稱獲得該土地。1819年美國在阿當斯-奧尼斯條約與西佛羅里達其餘部分與整個東佛羅里達談判購地，1822年兩者一同併入佛羅里達領地。